# Грызима (герб)
Грызима (пол. Gryzima, Borek, Bork, Gryzina, Gryżyna, Lupus, Wilki) — польский дворянский герб.

## Описание
В красном поле три белые, одна над другою стоящие лисицы, вправо.
В навершии шлема три страусовые пера. Герб Грызима (употребляют: Гостынские) внесен в Часть 2 Гербовника дворянских родов Царства Польского, стр. 89.

## Герб используют
Bork, Borkowicz, Borkowski, Dudzicki, Гостынские (Gostyński), Grudziński, Gryzima, Gryziński, Gryzyński, Jaszkowski, Lincz, Lisicki, Maliński, Międzychodzki, Osiecki, Paszkowski, Ptaszkowski, Starzyński, Wezemburg, Wilski, Włoszczkowski
Гостынскиев прежнем Воеводстве Познанском оседлые. Из них Франциск Борек Гостынский купил там же в 1743 году деревню Гоголево. Другой Франциск Борек Гостынский, сын Казимира, в 1760 году владел поместьями Хршаново, с принадлежностями, Курцево и Курцевко в Воеводстве Калишском.